# Grafschafter Krautfabrik

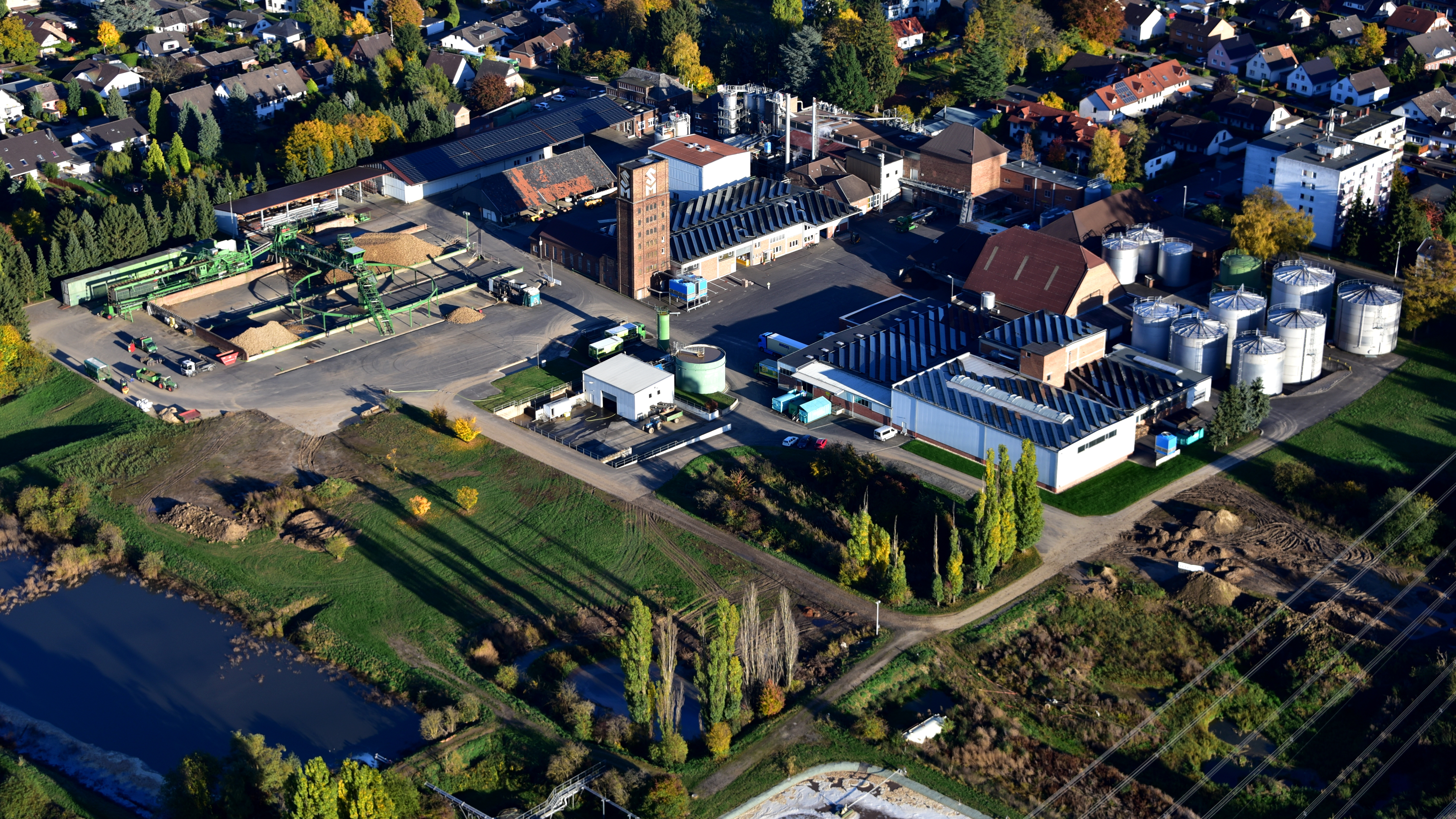
Grafschafter Krautfabrik in Meckenheim, Luftaufnahme (2016)

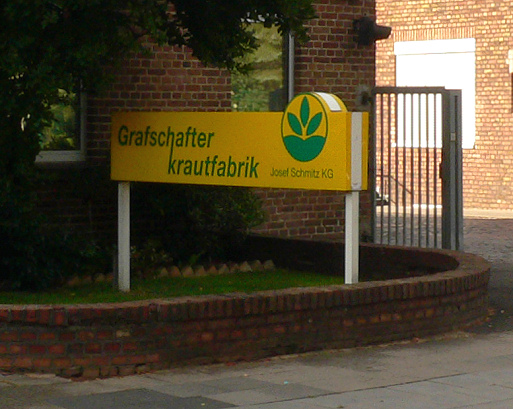
Logo an der Einfahrt zum Betriebsgelände in Meckenheim

Die Grafschafter Krautfabrik Josef Schmitz KG mit Sitz in Meckenheim im Rheinland ist ein mittelständisches deutsches Unternehmen, das süße Brotaufstriche und Industriesirupe sowie Flüssigzuckermischungen produziert. Das Hauptprodukt ist Zuckerrübensirup (im Rheinland als Rübenkraut bezeichnet), der unter dem Markennamen Grafschafter Goldsaft in Lebensmittelmärkten vertrieben wird.

## Geschichte
1893 gründete Joseph Schmitz zunächst einen Betrieb zur Herstellung von Feldbrandziegeln und betrieb nebenbei auch noch Landwirtschaft. 1904 nahm er zusätzlich die Produktion von Rübenkraut und Holzfässern zu dessen Abfüllung auf. Sein Sohn, Albert Schmitz, intensivierte ab 1920 die Produktion von Zuckerrübensirup und wandelt den Betrieb in eine GmbH um.
In der ersten Hälfte des 20. Jahrhunderts wurde der Sirup ausschließlich in Holzfässern vertrieben.
Seit 1953 wird der Zuckerrübensirup in die bis heute gelben Becher abgefüllt. Seither wird er auch überregional im Lebensmitteleinzelhandel angeboten. 1968 übernahm Ernst Franceschini (1940–2016) den Posten des Geschäftsführers. Albert Schmitz wandelte das Unternehmen 1972 in eine Kommanditgesellschaft um, sein Schwiegersohn Ernst Franceschini wurde Komplementär. Nach dem Tod von Albert Schmitz 1973 wurde Franceschini alleiniger Geschäftsführer. Es entstanden Kooperationen mit Unternehmen in Belgien und Hamburg ab 1974. 1976 erfolgte die Übernahme des Unternehmens Land in Herchen. Dadurch wurde das Produktsortiment um Birnenschmaus und Apfelkraut erweitert. 1990 beteiligt sich das Unternehmen an der Siroperie Meurens in Aubel (Belgien) und bietet seitdem die belgische Spezialität Lütticher Delikatesse an. 1993 übernahm die Grafschafter Krautfabrik die niederländische Gesellschaft Frumarco mit Werken in Beek und Beesel. Gleichzeitig beteiligte man sich an der HZR (Hanseatischen Zuckerraffinerie) in Hamburg. 2004 übernahm Stefan Franceschini die Nachfolge in der Geschäftsführung. Heute produziert das Unternehmen jährlich ca. 14 000 t Brotaufstriche und über 40 000 t Industriesirupe an den Standorten Meckenheim, Hamburg und Beesel.
Zusammen mit der Apfel- und Rübenkrautfabrik Spelten aus Wegberg und der Wilhelm Koppers Krautfabrik aus Goch gründete die Grafschafter Krautfabrik die „Schutzgemeinschaft Rheinischer Zuckerrübensirup/Rheinisches Apfelkraut“. Rheinischem Apfelkraut und Rheinischem Rübensirup wurde 2012 das EU-Siegel Geschützte Geografische Angabe verliehen. Die vom Unternehmen produzierten Apfel- und Rübensirupe dürfen dieses Qualitätssiegel führen.
Die Produktion von Ziegeln als Nebenerwerb wurde noch bis 1995 betrieben, nach Aufgabe der Ziegelherstellung wurde der Ringofen abgerissen. Ein 1988 entstandener Film dokumentiert diesen Produktionszweig. Auch die Produktion des Rübenkrauts wurde 1988 im Film dokumentiert.
- 1988: Ziegelherstellung im Ringofen der Grafschafter Krautfabrik
- 1988: Industrielle Rübenkrautherstellung in der Grafschafter Krautfabrik

## Anteilseigner
(Stand: Dezember 2023)
- Stefan Franceschini – ca. 70 %
- Pfeifer & Langen – ca. 30 %

## Produkte

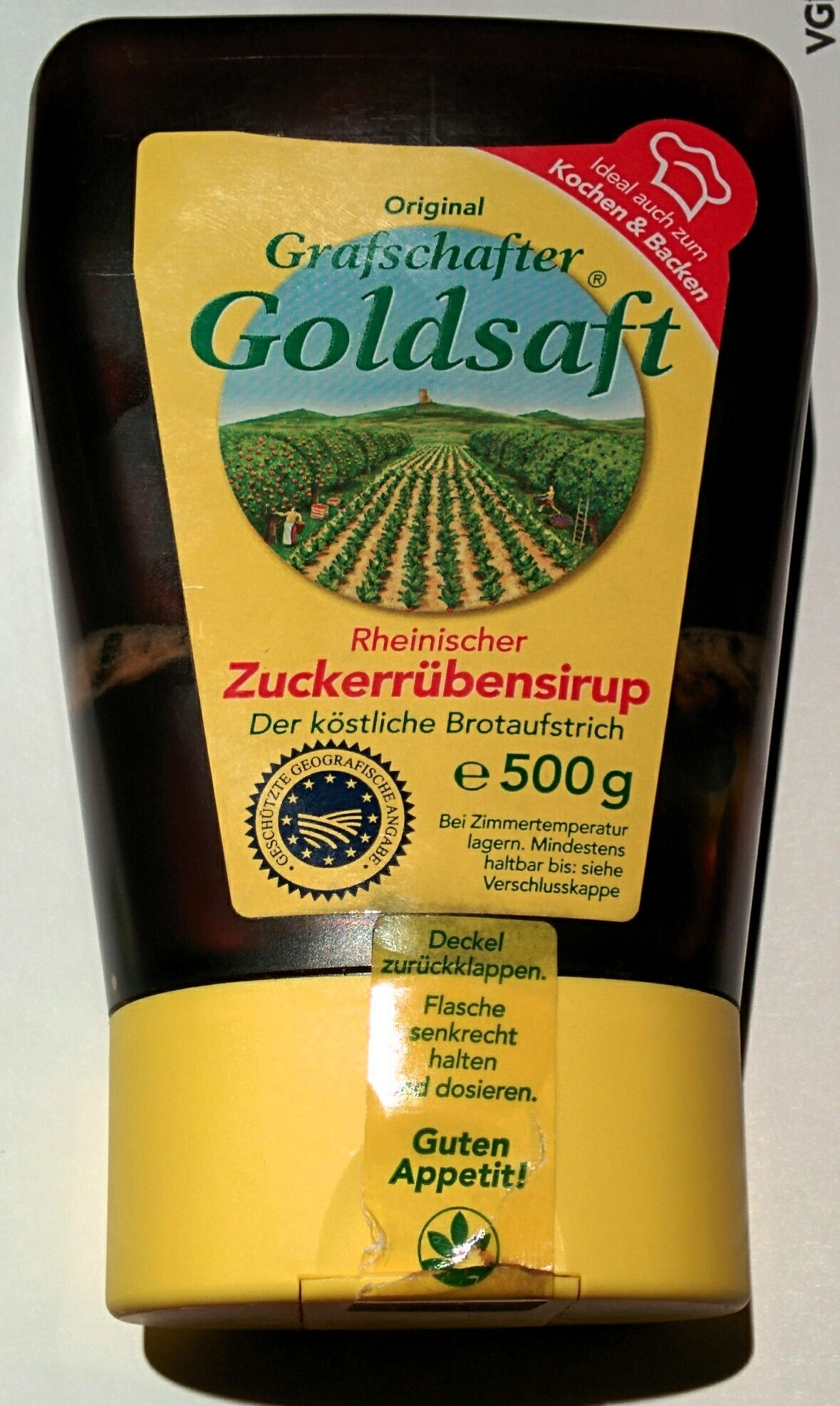
Grafschafter Goldsaft in einer 500 g Dosierflasche

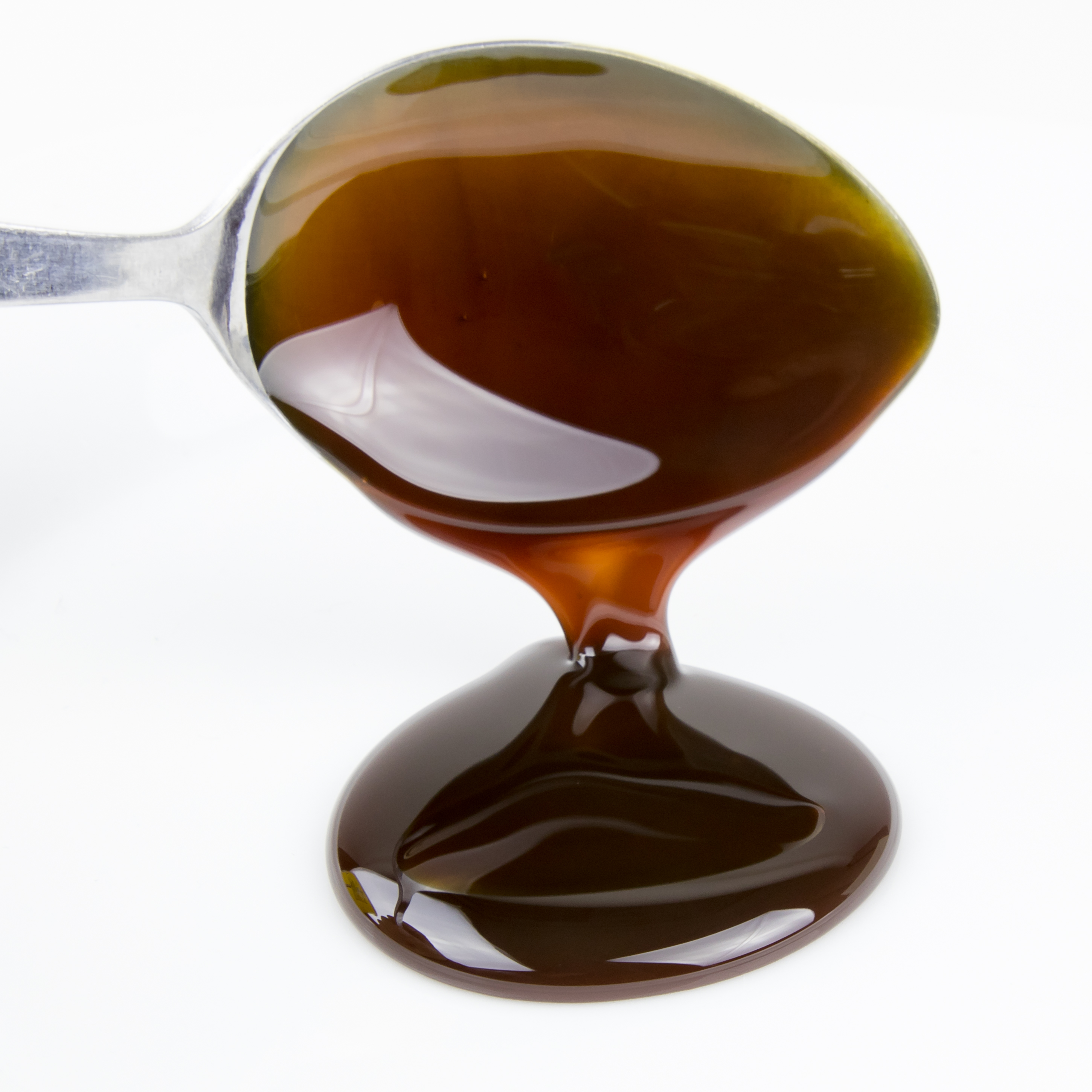
Grafschafter Goldsaft

Der Zuckerrübensirup wird traditionell in gelbe Becher verpackt und gilt als Markenzeichen der Grafschafter Krautfabrik. Lange Zeit fand sich auf allen Verpackungen das Logo des Unternehmens, das eine Stilisierung der Burgruine der Tomburg bei Wormersdorf, einem Ort in der Nähe von Meckenheim, darstellte.
Die Flüssigzuckermischungen werden unter anderem für die pharmazeutische Industrie als Zusatz für Hustensäfte und Erkältungsbonbons produziert. Sie dienen ebenso in der Lebensmittelindustrie zum Färben von Lebensmitteln oder zu deren Süßung. Im Einzelhandel finden sich folgende Brotaufstrichvarianten:
- Grafschafter Goldsaft (Zuckerrübensirup)
- Fenner Harz (eigene Marke für den saarländischen Markt)
- Grafschafter Karamell
- Heller Sirup
- Apfelschmaus (Rheinisches Apfelkraut)
- Apfelschmaus Pur (Apfelkraut ohne Zucker)
- Obstwiese Birne – bis 2018 Birnenschmaus
- Obstwiese Pflaume – bis 2018 Pflaumenschmaus (Pflaumenmus ohne Gewürze)
- Winterzauber Apfel-Sultanine (mit Sultaninen, Zimt und Vanille-Aroma)
- Winterzauber Birne-Orange (Rum-Marzipan-Geschmack)
- Winterzauber Apfel-Sauerkirsche (mit Zimt und Vanille)
- Lütticher Delikatesse (aus Birnen, Äpfeln und Datteln)
- Wibine Invertzuckercremes
- Gourmet Apfel-Cassis (aus Äpfeln und Schwarzen Johannisbeeren)
- Gourmet Apfel-Holunder
- Gourmet Apfel-Ingwer

Grafschafter Goldsaft und Fenner Harz
Seit Anfang der 1960er Jahre wurde das Fenner Harz als Auftragsproduktion an die Grafschafter Krautfabrik Josef Schmitz KG vergeben. Der Markenname Fenner Harz wurde beibehalten, da sich im Saarland der Grafschafter Goldsaft nicht etablieren konnte. 1975 sicherte sich die Grafschafter Krautfabrik die Markenrechte für Fenner Harz von der August-Storck-Gruppe, die nach der Schließung der Fenner Fabrik 1973 die Produktion des übrigen Süßwarensortiments übernommen hatte. Im Jahr 2011 wurden 15 Millionen Becher Grafschafter Goldsaft und 300.000 Becher Fenner Harz umgesetzt.

## Produktionsstandorte und Kooperationsunternehmen
- Meckenheim (Rheinland)

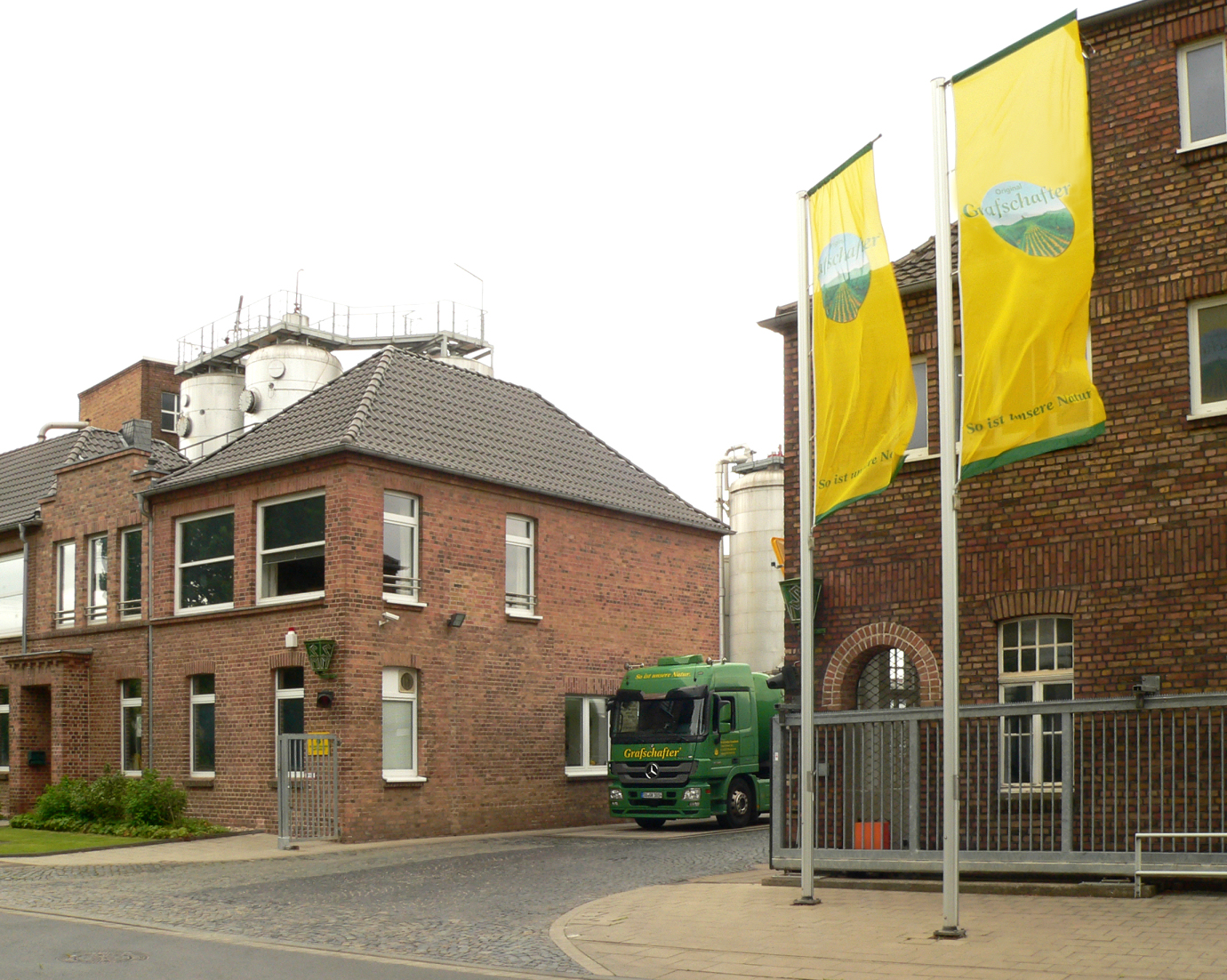
Einfahrt zum Betriebsgelände in Meckenheim

- HZR (Hanseatische Zuckerraffinerie Hamburg)
- Frumarco in Beesel (NL)